# Замещение (психология)
Замеще́ние — термин обычно используется как другое название «вымещения», но реже может быть понято как более общий процесс замещения одного действия, квази-потребности или объекта другим, более безопасным. Рассматривается как механизм психологической защиты.

## Описание
Можно выделить подвиды, в зависимости от того, что именно замещается:
- Замещение одного действия другим. Например вместо того, чтобы дорисовать не получающийся рисунок можно изорвать его в клочки (однако такое поведение обычно интерпретируют как отреагирование эмоций, связанных с невозможностью достичь результата). Если замещаемое действие социально не приемлемо, а замещающее  — приемлемо, то такой процесс обычно называют сублимацией.
- Замещение действия словом. Например драки — руганью.
- Замещение слова действием. Когда слова бессильны, порой они импульсивно замещаются действиями. Обычно такое поведение понимают как отреагирование гнева.
- Замещение одной квази-потребности на другую обычно называют сублимацией. Практически всегда это связано с социальной неприемлемостью удовлетворения оригинальной квази-потребности.
- Замещение одного объекта на другой относят к вымещению, когда такое замещение происходит в связи с тревогой, которую вызывает первичный объект. Если первичный объект замещается по причине недоступности (например если у человека нет друзей, и он чем-то их замещает), то такое замещение может быть отнесено к сублимации, защитному фантазированию или реверсии, в зависимости от контекста.
- Замещение одного чувства другим, обычно противоположным, называется реактивным образованием.